# Palmström
Palmström opus 5 est un quatuor pour piccolo, clarinette, violon et violoncelle avec voix de récitant d'Hanns Eisler composé en 1924 d'après des poèmes de Christian Morgenstern.

## Structure
1. Couplet von der Tapetenblume
2. Galgenbruders Frühlingslied
3. L'art pour l'art
4. Notturno
5. Venus Palmström

## Source
- Site Universal édition